# Nongnu
Nongnu is een Chinese propagandafilm van regisseur Li Jun uit 1963. Nongnu is Mandarijn voor horigen.
Het scenario werd geschreven door de bekende Chinese schrijver Huang Zongjiang. De film werd opgenomen door August 1st Film Studio, een productiebedrijf die toebehoorde aan het Chinese Volksbevrijdingsleger.

## Verhaal
Nongnu speelt zich af in het Tibet voor de machtsovername door China in 1950-51. Hoofdrolspeler is het weeskind Jampa, wiens ouders zijn gedood door een harteloze landeigenaar. Jampa is hierdoor veroordeeld tot het ondraaglijke bestaan als menselijk paard voor de zoon van de landeigenaar. Hij lijdt honger terwijl voedsel wordt geofferd aan boeddhabeelden. Op een gegeven moment bijt hij zijn tong af uit protest tegen de behandeling die hij ondergaat. Gedurende de rest van de film is hij stom, waarmee gesymboliseerd wordt dat de horigen in oud-Tibet niet in staat waren hun bitterheid uit te spreken over de omstandigheden waarin ze leefden.
Kort hierop arriveert het Chinese Volksbevrijdingsleger om het oude feodale systeem in Tibet te hervormen. Jampa hoopt dat hiermee zijn lot zal verbeteren. Nadat de horigen de heersende klassen overwinnen, beginnen de voorheen altijd vieze en ongewassen horigen zich nu geregeld te baden en lopen ze snel en met zelfvertrouwen. Iedereen die contact heeft gehad met soldaten van het Volksbevrijdingsleger is onder de indruk en raakt in vervoering over hun eerlijkheid en behulpzaamheid.
De plot bereikt een hoogtepunt wanneer Jampa een lokale samenzwering tegen het Volksbevrijdingsleger onthult tijdens de opstand in Tibet van 1959. Jampa kan als door een wonder weer spreken en hij prijst het aanzien van Voorzitter Mao.

### Intro
De film opent met de volgende boodschap:
Dit is een aanklacht tegen de treurige geschiedenis van de horigen en het oude feodale systeem. Het zal de kijker vertellen hoe het er voor de miljoenen horigen werkelijk aan toeging. De Tibetaanse nationaliteit is een van de broedernationaliteiten van de Chinese minderheden. De werkende mensen van deze nationaliteit moesten in het verleden zware voetboeien dragen en leefden verschrikkelijke levens, maar niemand wist het. In 1951 na de vredevolle bevrijding van Tibet, heeft de centrale regering geduldig de contrarevolutionairen in Tibet onderwezen. Niettemin, om hun feodale systeem in stand te houden, zijn ze niets veranderd en werden ze zelfs slechter. Vervolgens besloten ze in maart 1959 te rebelleren tegen het land, tegen het volk en de eenheid van de nationaliteiten te vernietigen. Nadat het Volksbevrijdingsleger de rebellen bedwong wilden de meeste Tibetanen een nieuwe periode beginnen van democratische hervormingen.

### Eindsong
De film eindigt met een lied met de tekst:
Hoe hoog het ook is, er is een dak
Hoe lang het ook is, er is een bron
Hoe erg de Tibetanen ook hebben geleden, het is geëindigd
Nu zijn dingen veranderd van bitter naar zoet.

## Kritiek
Nongnu wordt gezien als een propagandafilm, waarin de invasie van Tibet door China wordt verdedigd als een humanitaire daad.
Schrijver Huang Zongjiang gaf zelf aan dat hij slechts beperkte kennis had over Tibet en diens geschiedenis. Hij reisde drie maal naar de regio in die tijd. Zijn informatie had hij verder geheel gehaald uit de documenten van de Communistische Partij van China. Hij stelde dat het zijn doel was geweest de nadruk te leggen op drie punten: 1) de film moest de duisterheid, wreedheid en wildheid van de horigenmaatschappij tonen, 2) de klassenstrijd moest duidelijk maken dat die het systeem ondermijnde en 3) het moest de functie van de communistische partij en de grote heldenrol van het Tibetaanse volk die een sociale hervorming doorzette, tonen.

## Impact
De film werd wijdverbreid in China en bekeken door miljoenen kijkers die in het algemeen geloofden wat de film hen voorschotelde. Hoewel het gemakkelijk is voor niet-Chinese kijkers om de overmatige retoriek en overdreven stereotypes van de Tibetaanse wreedheid te doorzien, heeft de film veel overeenkomsten met Westerns uit de jaren 50 waarin Indianen werden neergezet als ongevoelige wildelingen die argeloze kolonisten en cowboys aanvielen. Voor de meeste Amerikaanse bioscoopbezoekers in deze periode was er maar weinig twijfel dat dit nauwkeurige vertellingen waren van wat er werkelijk gebeurd was, totdat verfilmingen gebracht werden die het beeld ter discussie brachten.

## Rolverdeling
| Acteur           | Personage | Opmerkingen    |
| ---------------- | --------- | -------------- |
| Wangdui Dui Wang | Jampa     | hoofdrolspeler |